# 阿列克谢·阿布里科索夫
阿列克谢·阿列克謝維奇·阿布里科索夫（俄语：Алексе́й Алексе́евич Абрико́сов，1928年6月25日—2017年3月29日），俄罗斯物理学家，2003年获诺贝尔物理学奖。

## 生平
阿布里科索夫生於莫斯科，父母都是医生。1948年从莫斯科国立大学毕业，入列夫·朗道领导的苏联科学院物理问题研究所进修，1951年因等离子体里的热扩散研究通过博士资格考试，1955年以高温下的量子电动力学研究获得物理和数学博士学位。1951年阿布里科索夫在分析玻璃底板上所镀金属薄膜的实验数据时，发现了第二类超导体，提出磁场线形成周期性的“格子”和“混合态”的理论进行了解释，但这一研究并未得到导师朗道的认可，论文被搁置下来，直到1957年才发表。
1965年阿布里科索夫任苏联科学院郎道理论物理研究所研究室主任。1966年起兼任莫斯科大学教授。1987年成为苏联科学院院士。1991年起任职于美国国立阿贡实验室材料科学部凝聚态物理研究组，现拥有俄罗斯和美国双重国籍。
1966年曾共同荣获苏联最高奖———列宁奖金。
维塔利·金茨堡早年从事原子能项目工作。正是他与安德烈·萨哈罗夫参与研制了苏联第一枚以锂氘化合物为燃料的热核弹。维塔利·金茨堡身为多国科学院院士，在诸多物理学领域都有建树。难怪诺贝尔奖获得者狄拉克都认为，金茨堡在剑桥的讲学不可不听。
作为病理解剖学院士兼教授，阿列克谢·阿布里科索夫曾主持对列宁遗体的防腐工作。然而，这位曾在苏联时期任高压物理研究所所长的未来诺贝尔奖得主，在改革初期就远赴美国，从此再未回到俄罗斯。阿列克谢·阿布里科索夫在靠近芝加哥的阿尔贡国家实验室工作。在俄罗斯人才外流造成的最无法弥补的遗憾中，他的离去算一个。

## 学术道路
莱格特说，在他的学术道路上他最先感兴趣的是古典文学，当时的他并无意从事物理这个给他带来荣誉的学科。 
在伊利诺伊大学厄巴纳—尚佩恩分校的新闻发布会上他说：“在我很小的时候和青年时代，我脑子里最不愿想的事就是物理。”
这位出生在英国的科学家说：“我的爸爸是（中学的）物理老师，但是我的第一个学士学位是古典文学。”他说，大学快结束时发生的两件事使他对物理产生了兴趣————一是前苏联1957年发射了第一颗人造卫星斯普特尼克1号；二是一个过去曾当过数学教师的退休牧师“照顾着我，教给了我很多事情”。 
他说这位牧师住在他的中学里，他的指导“让我有了学习数学的信心”。后来莱格特重新开始，拿到了第二个学位———物理学学士。

## 科研成果
2003年诺贝尔物理学奖获得者阿列克谢·阿布里科索夫：阿尔贡国家实验室理论材料学研究所所长瓦列里·维诺库尔说：“阿布里科索夫完成了一项革命性发明，这发生在这项发明未被认知和接受的时代。”
阿布里科索夫在朗道和金茨堡理论的基础上发现，超导和强大的磁场可以同时存在：使超导成为非同质的，让磁力线在涡流中以集束形式穿过超导体。这种方法被称为阿布里科索夫涡旋点阵。
阿布里科索夫理论指出了Ⅱ型超导体的存在。由于包括纳米在内的新技术的发展，阿布里科索夫的涡旋点阵近10年来在科技界引起更大的关注。Ⅱ型超导可以成为完善和检验固体物理所有基本概念的试验场。
此外，制造特殊超导体已成为可能，这种材料在高温和磁场的情况下可以保持自己的特性。
这种材料如今可以用来制造医疗器械，如磁共振设备，还可以广泛用于物理研究中的粒子加速器。

## 2003年诺贝尔物理学奖
获奖感言：当有人问到学习古典文学的经历有没有帮助他在科学上有所发展时，莱格特说：“哲学让我对世界有了新的看法。”他还表示，1965年和1967年他和伊利诺伊大学的科学家的接触帮助他迈出了第一步，不过他获得诺贝尔奖的研究是几年后在英格兰的萨塞克斯大学完成的。 
当他得知获奖的消息后，他说他感到非常意外。他说：“我还要继续工作，不过我还真没有想过那笔钱的事。” 
65岁的莱格特说：“我感到非常意外。”他说他十分了解一同获奖的87岁的维塔利·金兹堡和75岁的安東尼·萊格特，“我很高兴能和他们共同分享这个奖。”